# Episodi de L'arca del dottor Bayer (quarta stagione)
La quarta stagione della serie televisiva L'arca del dottor Bayer è stata trasmessa in anteprima in Germania dalla ZDF tra l'8 agosto 1989 e il 10 ottobre 1989.
| nº | Titolo originale              | Titolo italiano | Prima TV Germania | Prima TV Italia |
| -- | ----------------------------- | --------------- | ----------------- | --------------- |
| 1  | Teure Tauben                  |                 | 8 agosto 1989     |                 |
| 2  | Ronny, der Ausreißer          |                 | 15 agosto 1989    |                 |
| 3  | Samson und Susi               |                 | 22 agosto 1989    |                 |
| 4  | Lauter Notfälle               |                 | 29 agosto 1989    |                 |
| 5  | Die vierbeinige Rivalin       |                 | 5 settembre 1989  |                 |
| 6  | Toni und das Zicklein         |                 | 12 settembre 1989 |                 |
| 7  | Timmi und der Igel            |                 | 19 settembre 1989 |                 |
| 8  | Alles wegen Dackel Anton      |                 | 26 settembre 1989 |                 |
| 9  | Ein schlauer Hund             |                 | 3 ottobre 1989    |                 |
| 10 | Franziska, das Trüffelschwein |                 | 10 ottobre 1989   |                 |